# 區家麟

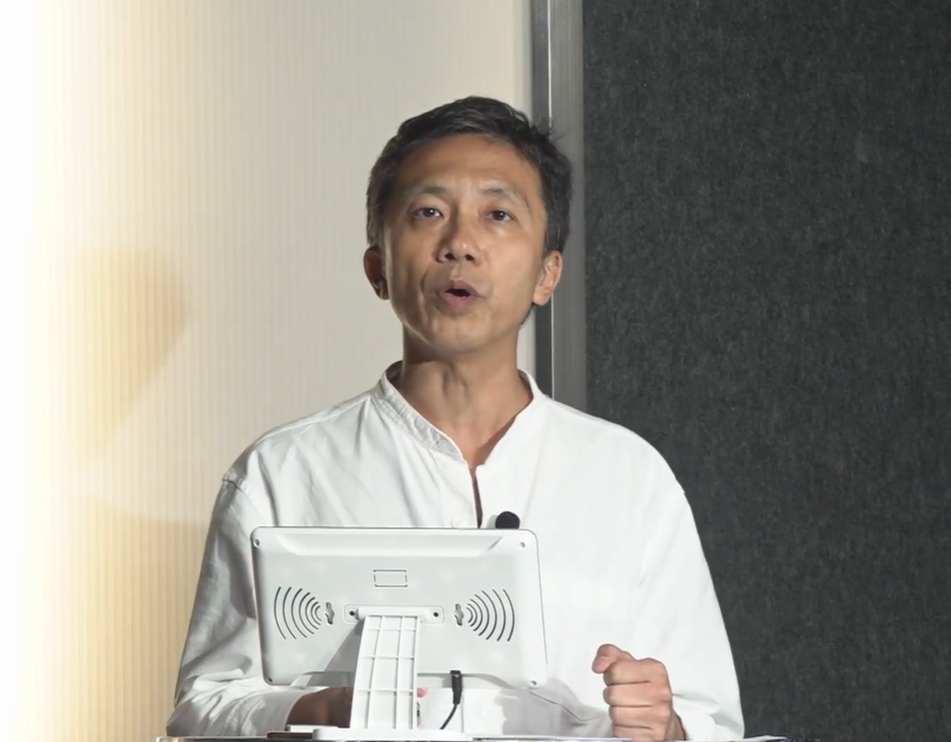
區家麟主持2020年香港立法會選舉民主派初選論壇

區家麟（1968年12月—），新聞工作者，前無綫新聞時事節目監製，前《新聞透視》主持。區家麟先後於無綫電視新聞部擔任過記者、編輯、監製及節目主持。他主持多年著名的《新聞透視》，亦曾監製系列出色的新聞特備節目，包括「中國人上太空」、「西部大開發」、「六十年忘不了」、「新聞話事·人」、「變革三十年」、「六十年家國」、「新雙城記」及「香港大事回顧」等。曾為《信報》專欄作者。

## 生平
區家麟中學就讀於陳瑞祺（喇沙）書院，1990年畢業於香港中文大學新聞與傳播學院，其後獲聘為無綫電視新聞部記者，並於1994年擢升為高級記者。
1997年，區家麟轉職到公共事務科出任首席編輯，並於2000年調升為無綫電視新聞及資訊部公共事務科監製，同年亦於香港大學修畢亞洲研究碩士課程。
2001年，區家麟監製之《中國入世》獲「皮博迪獎」，此後開始監製和主持時事節目《新聞透視》。2005年，他憑着《壩業》和《數學大師陳省身》等專題報道，獲選為第二屆「中大新聞獎」電子傳媒組的得獎者，同時區家麟獲得史丹福大學獎學金，於9月負笈美國史丹福大學進修一年。2006年10月7日，重返《新聞透視》任主持及監製特備節目。2009年1月初，區家麟退居幕後，其主持之位由吳璟儁接任。
2009年3月請辭無線新聞部，同年9月到香港中文大學修讀新聞學哲學博士課程，並於2016年畢業。在2010年10月，區家麟為有線電視節目《蛻變.俄羅斯》擔任旁白。
2020年10月21日，區的網誌被Facebook審查，網誌域名下所有文章皆被評為「有違社群標準」而無法分享出去。其友人薯伯伯當晚在Facebook撰文指做法無理，並指Facebook連溫和的聲音也打壓。之後在10月22日凌晨1時25分，區的網誌被Facebook解禁。 。
2021年6月28日，區家麟主持11年的《自由風自由Phone》前大半小時，突然接獲港台通知當日為最後一日主持節目，他回應指原因是「心知肚明」，認為是有人不喜歡他在電台以外撰寫文章監督政府、批評施政的言論，而港台管理層較敏感，不能接受其評論，認為是百分百政治判斷。親中派傳媒人原姿晴則認為，他在主持節目時曾扭曲《防止賄賂條例》無監管特首涉誤導港人，另涉以誤導資料偏袒違反《港區國安法》嫌犯黎智英，未確實遵循《香港電台約章》之「提供準確而持平的新聞報道、資訊、觀點及分析」、「增加市民對『一國兩制』其在香港實施情況的認識」及「提供讓市民了解社會和國家的節目，培養市民對公民及國民身分的認同感」，因此被免職。
2022年4月11日早上6時，警方國安處以涉嫌「串謀發布及/或複製煽動刊物」拘捕區家麟。香港記者協會其後發表聲明，憂慮事件將進一步損害香港新聞自由。而行政長官林鄭月娥不評論事件，重申香港要貫徹落實《港區國安法》，要做到「有法必依、執法必嚴、違法必究」。
2024年9月2日，中大新聞與傳播學院的網頁顯示區家麟正在休假中，該學年不會教授原定的三個科目；他對此表示不作回應。

## 著作
- 《潮池-浪遊二十國度的故事》[12]
- 《他他巴-走在絢麗與荒涼》
- 《我的奇幻國情教育》
- 《傘聚》
- 《二十道陰影下的自由：香港新聞審查日常》[13]
- 《亂流-浪花水滴的搏鬥》
- 《二千零四十七夜》[14]
- 《最後的信仰—— 新聞倫理十二講》[15]

## 外部連結
- blog潮池（页面存档备份，存于）
- 新浪微博區家麟2047
- 區家麟 - 評台 （页面存档备份，存于）
- 立場新聞YouTube頻道上區家麟節目《美麗新香港》 （页面存档备份，存于）